# Insécurité linguistique
L'insécurité linguistique est un concept de sociolinguistique qui réunit les sentiments d'anxiété, de gêne ou de manque de confiance d'un locuteur concernant son usage d'une langue.

## Caractéristiques
L'anxiété vient du fait que le locuteur pense que son discours n'est pas conforme à la norme perçue et/ou au style de langage attendu par son (ses) interlocuteur(s). L'insécurité linguistique est induite par la situation et se fonde souvent sur un sentiment d'inadéquation des performances personnelles dans certains contextes, plutôt que sur un attribut fixe d'un individu. Cette insécurité peut conduire à des changements stylistiques et phonétiques par rapport à la variété de discours par défaut du locuteur affecté ; ces changements peuvent être effectués consciemment par le locuteur ou refléter un effort inconscient pour se conformer à une variété ou à un style de discours plus prestigieux ou plus approprié au contexte. L'insécurité linguistique est liée à la perception des variétés de discours dans toute communauté, et peut donc varier en fonction de la classe socio-économique et du sexe. Elle est également particulièrement pertinente dans les sociétés multilingues,.
L'insécurité linguistique est l'image négative qu'un locuteur a de lui-même en ce qui concerne sa propre variété de discours ou la langue dans son ensemble, en particulier en ce qui concerne la différence perçue entre les caractéristiques phonétiques et syntaxiques de son propre discours et les caractéristiques de ce qui est considéré comme un  usage standard, encouragé de manière prescriptive comme une façon préférable de parler, ou perçu socialement comme la forme "correcte" de la langue. L'insécurité linguistique se fonde sur la perception d'un manque de "correction" de son propre discours, plutôt que sur des déficiences objectives d'une variété linguistique particulière. Cette perception est en contradiction avec les connaissances linguistiques modernes, qui considèrent généralement que toutes les formes de langue sont linguistiquement égales en tant qu'outils de communication, indépendamment des divers jugements sociaux qui leur sont attachés. La linguistique moderne s'abstient normalement de porter des jugements sur la langue telle qu'elle est utilisée par les locuteurs natifs, rejetant l'idée de correction linguistique comme scientifiquement infondée, ou supposant au moins que toute notion d'usage correct est de nature relative ; les idées linguistiques populaires et les attentes sociales, cependant, ne suivent pas nécessairement le consensus scientifique.

### Variétés d'insécurité
Louis-Jean Calvet distingue plusieurs types d'insécurité linguistique, parmi lesquels l'insécurité linguistique statutaire[réf. non conforme] et l'insécurité formelle. Cette dernière est caractérisées par l'usage d'une variété non standard de la langue dans un endroit public comme les universités, les écoles et l’administration publique en général. Il se manifeste chez le locuteur par l'usage de formes fautives de la langue dû à la non-maitrise de la variété standard de la langue. L'insécurité identitaire est elle constituée de l'ensemble des styles d'expression d'une personne perçus par elle-même comme erronés vis-à-vis de celui d'une communauté en place[pas clair]. Cela la conduit à vouloir utiliser la forme la plus correcte et conforme à celui de la société, et finalement, finir par douter et tomber dans des erreurs. En dernier lieu, l'insécurité formelle est due à l’usage excessif de grammaire ; c'est le fait qu'un usager de la langue utilise la forme correcte mais, à force de vouloir éviter les erreurs, finit par en commettre. Généralement, tous ces types d'insécurité sont des reproches et l’hypercorrection qu’on emploie sur soi-même.

## Historique
Le  phénomène est mis en évidence par les travaux de William Labov dans années 1960 ,, dans une enquête sociolinguistique anglophone. Cette insécurité se caractérise par une réticence des locuteurs d'une langue à s'exprimer lorsqu'ils sont dans un contexte particulier. Cette réticence peut se manifester sous plusieurs formes, par exemple par de l'hypercorrection. Ledit contexte se caractérise par la mise en concurrence de plusieurs variétés d'une même langue entre elles, mais le plus souvent des variétés d'une langue face à sa variété standard (ou dite de référence). L'insécurité linguistique mènera également le locuteur à déprécier sa manière de s'exprimer et tendra à penser qu'il ne maîtrise pas sa propre langue.

### En français
La tendance à l'insécurité linguistique est très développée concernant les locuteurs du français, conduisant souvent à une hypercorrection. Il a été montré que le phénomène décrit en anglais par Labov existait aussi en français, en particulier en français de Suisse. Chaque année, environ 60 000 jeunes sortent du système scolaire français sans maîtrise de la langue. L'insécurité linguistique est pour eux maximum. L'institution scolaire est questionnée par les sociolinguistes dans ce cadre. De nouvelles tendances pédagogiques tentent d'intégrer la compréhension de ce phénomène pour le limiter auprès de leurs élèves. Prendre davantage en compte leur contexte culturel est une des pistes avancée[réf. non conforme].

#### Ouvrages
- (Michel Francard avec Joëlle Lambert et Françoise Masuy), L'insécurité linguistique en Communauté française de Belgique. Bruxelles : Service de la langue française, 1993, 43 p.
- (Michel Francard avec Geneviève Geron Régine Wilmet dir.), L'insécurité linguistique dans les communautés francophones périphériques. Volume I : Cahiers de l'Institut de Linguistique de Louvain 19 (3-4), 1993, 223 p. — Volume II : Cahiers de l'Institut de Linguistique de Louvain 20 (1-2), 1994, 145 p.
- Gervais Mendo Ze, Insécurité linguistique et appropriation du français en contexte plurilingue, l'Harmattan, 2009  (ISBN 978-2-296-08236-6)

#### Articles de revues scientifiques
- Alain Bentolila, Insécurité linguistique, Actes XII des Entretiens de la Sorbonne, Éditions Nathan, 2002, 10 p, mars 2004.
- Louis-Jean Calvet, « L’insécurité linguistique et les situations africaines », dans Louis-Jean Calvet et Marie-Louise Moreau, Une ou des normes ? Insécurité linguistique et normes endogènes en Afrique francophone, Paris, Agence de la francophonie, 1998, 7-38 p..
- Bachir Bessai, « Insécurité linguistique en contexte minoritaire algérien : enquête sociolinguistique auprès des locuteurs de Tasahlit », Multilinguales, no 11,‎ 17 juillet 2019, p. 79-95 (ISSN 2335-1535, e-ISSN 2335-1853, DOI 10.4000/multilinguales.4102).

#### Articles de journaux et magazines
- Alain Bentolila, L’école en insécurité linguistique : Le Figaro, novembre 2004.
- Alain Bentolila, L’insécurité linguistique obscurcit l’horizon du Maroc, L’Économiste, janvier 2005.